# Mario Eustacchio

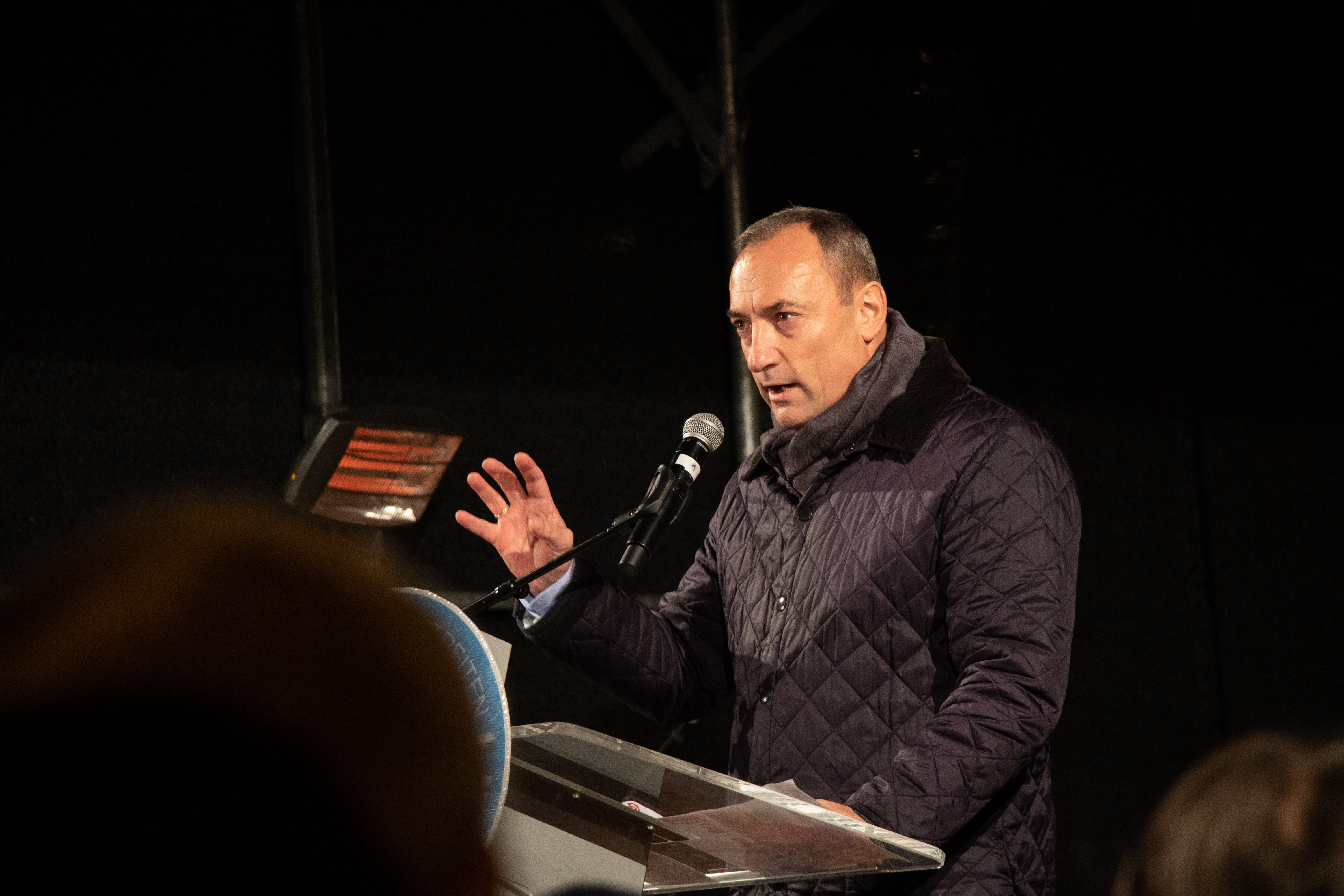
Mario Eustacchio als Grazer Vizebürgermeister bei einer Wahlkampfveranstaltung.

Mario Eustacchio (* 9. Oktober 1964 in Graz) ist ein österreichischer Politiker (FPÖ). Von 4. April 2017 bis 17. November 2021 war er Vizebürgermeister von Graz.
Nach dem Vorwurf missbräuchlicher Verwendung von Parteienförderungsgeld durch die FPÖ-Graz-Spitze trat er als Parteiobmann wie auch Klubobmann Armin Sippel am 31. Oktober 2021 von allen Parteifunktionen zurück und nahm auch sein Gemeinderatsmandat der folgenden Legislaturperiode nicht an. Im April 2024 kehrte er in den Gemeinderat zurück.

## Ausbildung
Mario Eustacchio lernte von 1980 bis 1983 an der Berufsschule in Feldbach Bürokaufmann. 1988 absolvierte er an der Abendschule die Handelsakademie mit Matura und studierte bis 1990 Betriebswirtschaftslehre an der Karl-Franzens-Universität. Von 1996 bis 2000 studierte Eustacchio Marketing-Management an der FH für Berufstätige in Graz. Er ist Alter Herr der Akademischen Burschenschaft Stiria Graz.
Eustacchios Schülerverbindung ist die pennal-conservative Burschenschaft Allemannia et Nibelungia Graz.

## Beruflicher Werdegang
Von 1990 bis 1995 war Eustacchio für die Steiermärkische Bank und Sparkassen AG am Schalter tätig. 1995 wechselte er zum Grazer Bankhaus Krentschker, wo er bis zu seiner Wahl zum Stadtrat im November 2008 verblieb.

## Politische Karriere
Nachdem die bisherige Stadtparteiobfrau und Stadträtin der FPÖ, Susanne Winter, in den Nationalrat gewechselt war und sich aus der Grazer Stadtpolitik zurückgezogen hatte, übernahm Eustacchio Winters Funktionen und trat bei der Gemeinderatswahl 2012 als Spitzenkandidat der FPÖ an, die einen Stimmenanteil von 13,75 Prozent erreichte. In der Stadtregierung wurde Eustacchio mit dem Verkehrsressort betraut. Für die vorgezogene Gemeinderatswahl 2017 in Graz trat Eustacchio erneut als Spitzenkandidat der FPÖ an. Die neue Grazer Stadtregierung, eine ÖVP/FPÖ-Koalition, wurde am 4. April 2017 gewählt, und Eustacchio wurde Bürgermeister-Stellvertreter. Er übernahm mit dem Vizebürgermeisteramt auch das Wohnbauressort von Elke Kahr. Bei der Gemeinderatswahl 2021 verlor Mario Eustacchio als Spitzenkandidat der FPÖ mehr als 5 Prozent und warnte mit dem Wahlsieg der Grazer KPÖ vor einer „Ideolologie, die im letzten Jahrhundert eigentlich versenkt gehört hätte“.
Finanzaffäre
Kurz nach der Wahl kamen Berichte auf, laut welchen die Stadtpartei unter Eustacchios Führung widerrechtlich größere Summen aus den städtischen Partei- und Klubfördergeldern an ihr nahestehende Vereine und Burschenschaften weitergeleitet habe. Landesparteichef Mario Kunasek veranlasste eine Prüfung des Finanzgebarens. Als Reaktion auf die Vorwürfe traten Eustacchio und Gemeinderats-Klubobmann Armin Sippel von allen Funktionen inklusive ihrer Mandate im neugewählten Gemeinderat zurück. Sippel war bereits im Vorfeld wegen angeblicher Sondergagen für Tätigkeiten bei einem der betroffenen Vereine (dem Steirischen Verlagsverein) persönlich unter Druck gestanden. Im Dezember 2021 trat er aus der FPÖ aus. Nach dem Ausscheiden von Roland Lohr kehrte Eustacchio im April 2024 in den Gemeinderat zurück.

## Privates
Marios Ururgroßvater Angelo Eustacchio (1837–1918) stammte aus Buja bei Udine (heute Italien) und kam 1855 nach Graz. Hier konnte er sich als Unternehmer etablieren; insbesondere betrieb er mehrere Ziegelwerke von überregionaler Bedeutung. Nach seinem Tod betrieb seine Familie die Ziegelwerke weiter bis zur Wirtschaftskrise 1930. Die Werke wurden sukzessive stillgelegt, das letzte schloss 1967. Der Eustacchio-Naturpark und die Angelo-Eustacchio-Gasse erinnern heute an den Unternehmensgründer.
Eustacchio lebt mit seiner Ehefrau Ulrike in Graz und hat mit ihr zwei Kinder.